# Kruise Leeming
Pour les articles homonymes, voir Leeming.

a Compétitions nationales et continentales officielles uniquement.

Kruise Leeming, né le 7 septembre 1995 à Lobamba (Swaziland), est un joueur de rugby à XIII anglais d'origine swazi évoluant au poste de talonneur. Formé au rugby à XIII au sein de l'académie d'Huddersfield, c'est acec ce club qu'il découvre le haut niveau en prenant part à la Super League dès 2013. Après plus de 120 rencontres disputées avec Huddersfield entre 2013 et 2019 entrecoupées de quatre rencontres dans un prêt à Oldham, il rejoint en 2020 Leeds avec lequel il remporte la Challenge Cup en 2020.

## Biographie
Son père est anglais et sa mère est swazi. Orphelin de père à l'âge de huit ans, sa mère l'a élevé avec ses deux sœurs en Angleterre.

## Palmarès
- Collectif :
  - Vainqueur de la Super League : 2024 (Wigan).
  - Vainqueur de la Challenge Cup : 2020 (Leeds)  et 2024 (Wigan).
  - Finaliste de la Super League : 2022 (Leeds).

- Individuel : 
  - Sélection en équipe de rêve de la Super League : 2021 (Leeds)